# Alexander Lipmann Kessel
Alexander Lipmann Kessel, soms geschreven als Lipmann-Kessel (Pretoria, 19 december 1914 – Londen (Engeland), 5 juni 1986) was een Zuid-Afrikaanse arts en militair. Lipmann Kessel is vooral bekend vanwege zijn rol tijdens en in de maanden na de Slag om Arnhem. Zo redde hij het leven van de Britse brigadegeneraal John Hackett.

## Levensloop

### Vroege jaren
Lipmann Kessel werd geboren in een joods gezin in Zuid-Afrika. Zijn vader groeide op in Litouwen. Zijn moeder was van oorsprong Duits. Hij emigreerde in de jaren dertig naar het Verenigd Koninkrijk om medicijnen te studeren. Zijn studie rondde hij in 1937 af.

### Arts in het Britse leger
Ruim twee jaar na de uitbraak van de Tweede Wereldoorlog, in maart 1942 meldde Lipmann Kessel zich aan voor militaire dienst. Hij werd opgenomen in de medische staf van de 1e parachutistenbrigade. De afdeling werd naar Noord-Afrika verscheept, vanwaaruit in juni 1943 de luchtlandingsbrigade op Sicilië zou landen. De man die voor Lipmann Kessel uit het vliegtuig zou springen weigerde dat op het moment suprême te doen, waardoor ook de drie man na hem niet konden springen. Omdat het vliegtuig al enige schade had opgelopen keerde het terug naar de basis, ondanks het verzoek van Lipmann Kessel nogmaals over de droppingszone te vliegen. 
Vanuit Italië werd de brigade in december 1943 overgebracht naar het Verenigd Koninkrijk, waar ze opging in de 1e Luchtlandingsdivisie. Voor de invasie in Normandië werd  de divisie overgeslagen, maar zij maakte wel deel uit van Operatie Market Garden. Lipmann Kessel landde halverwege september 1944 in de buurt van Arnhem.

#### Slag om Arnhem
Lipmann Kessel werd al vrij snel krijgsgevangen gemaakt. Hij werd overgebracht naar het Elisabeths Gasthuis in Arnhem, waar een medische post was opgezet. Lipmann Kessel sprak de Nederlandse staf aan in het Afrikaans, omdat hem verteld was dat dat grote gelijkenissen vertoonde met het Nederlands. De Nederlandse staf nam hier aanstoot aan omdat ze het voor Duits aanzagen.
De arts zag vanuit een van de ramen van het ziekenhuis generaal Roy Urquhart over straat rennen. Pas na de slag hoorde hij dat de generaal op het punt stond een huis binnen te gaan en vervolgens op een cruciaal moment dertig uur vermist was. 
In hetzelfde ziekenhuis opereerde Lipmann Kessel brigadegeneraal John Hackett verschillende keren en redde daarmee zijn leven. Op 24 september werd het ziekenhuis ontruimd. Een SS-arts stelde voor om Hackett een verlossend spuitje te geven. Lipmann Kessel weigerde dat te doen. Een paar dagen later werd Hackett door het verzet uit het ziekenhuis gesmokkeld en vond onderdak in Ede.
Na de ontruiming van het ziekenhuis werd Lipmann Kessel overgebracht naar Apeldoorn, waar hij op 13 oktober met twee anderen vrij makkelijk ontsnapte. Zij kwamen vervolgens in contact met geheim agent Dick Kragt die onderdak voor hen regelde bij de boer Wolfswinkel in Lunteren.

#### Verblijf in bezet Nederland
Tijdens de nacht van 19 op 20 oktober 1944 vond Operatie Pegasus 1 plaats. Een groep van ongeveer honderdveertig man, merendeels achtergebleven Britse troepen, trok dwars door de Duitse linies heen, stak de Rijn over en keerde terug in bevrijd gebied. Overmoedig geworden door dit succes organiseerde het Edese verzet een maand later een tweede ontsnappingspoging, Operatie Pegasus 2. Lipmann Kessel nam hier aan deel. De actie liep echter uit op een fiasco. De groep viel uit elkaar en werd ontdekt. Slechts een handjevol bereikte de overkant van de Rijn, de meeste deelnemers werden gevangen gemaakt. Sommigen moesten hun betrokkenheid met de dood bekopen. Lipmann Kessel slaagde er echter zijn weg terug te vinden richting Ede.
Aan het einde van januari 1945 werd een tweede ontsnappingspoging ondernomen. Lipmann Kessel werd overgebracht naar Huis te Maarn bij Doorn, waar hij met drie collega-chirurgen (onder wie Graeme Warrack) bij de familie-Idenburg verbleef. Een paar dagen later arriveerde Hackett. Hij werd nogmaals door Lipmann Kessel onderzocht en geopereerd. Op 2 februari was de brigadegeneraal voldoende hersteld. Door Loek Caspers en Johan Snoek werd de groep ondergebracht in Groot-Ammers, waar de koster Gerrit Hakkesteeg hen verborg in de plaatselijke Nederlandse Hervormde Kerk.
Lipmann Kessel arriveerde in Lage Zwaluwe, waar hij samen met de andere artsen en Hackett per kano via de Biesbosch naar bevrijd gebied zou worden overgezet. De boot waar Lipmann Kessel zich met de crosser Hans van Sliedrecht in bevond raakte echter lek. Zij brachten een ijskoude vriesnacht door in de grienden van de Biesbosch. De dag daarna bereikte zij lopend Sliedrecht. In de nacht van 9 op 10 februari bereikte Lipmann Kessel, begeleid door Jan de Visser, alsnog veilig de geallieerde linies. Hij zorgde direct voor twee Canadese motorkano's, waar de crossers gebruik van konden maken. Kort daarna arriveerde hij als een van de eerste geallieerde artsen in het net bevrijde concentratiekamp Bergen-Belsen.

### Na de oorlog
Na de oorlog ging Lipmann Kessel aan de slag als arts in Londen. Hij werd hoogleraar in de orthopedie aan de Universiteit van Londen. In 1958 publiceerde hij het boek Surgeon at arms, in het Nederlands verschenen onder de titel Een chirurg valt uit de lucht. Lipmann Kessel schreef het boek onder het pseudoniem Daniel Paul, de namen van zijn twee kinderen. Voor zijn oorlogsbijdrage werd hij benoemd tot lid in de Orde van het Britse Rijk en ontving het Military Cross.

## Overlijden
Na zijn dood werd Lipmann Kessel op eigen verzoek begraven op de algemene begraafplaats van Oosterbeek, tegenover het Airborne War Cemetery, waar zijn vroegere strijdmakers lagen. 
Voorafgaand aan zijn begrafenis werd het stoffelijk overschot vermist. Zijn familie arriveerde vanuit London Heathrow Airport op Schiphol, waarna bleek dat het lichaam, dat met hetzelfde toestel zou worden overgebracht, zoek was. Door een fout was het bij het andere vrachtgoed achtergebleven. Twee uur later kwam Lipmann Kessels lichaam alsnog aan op Schiphol, waarna het onder politiebegeleiding naar Oosterbeek werd gereden, waar de begrafenis met enkele uren vertraging begon.